# Nynäsviken

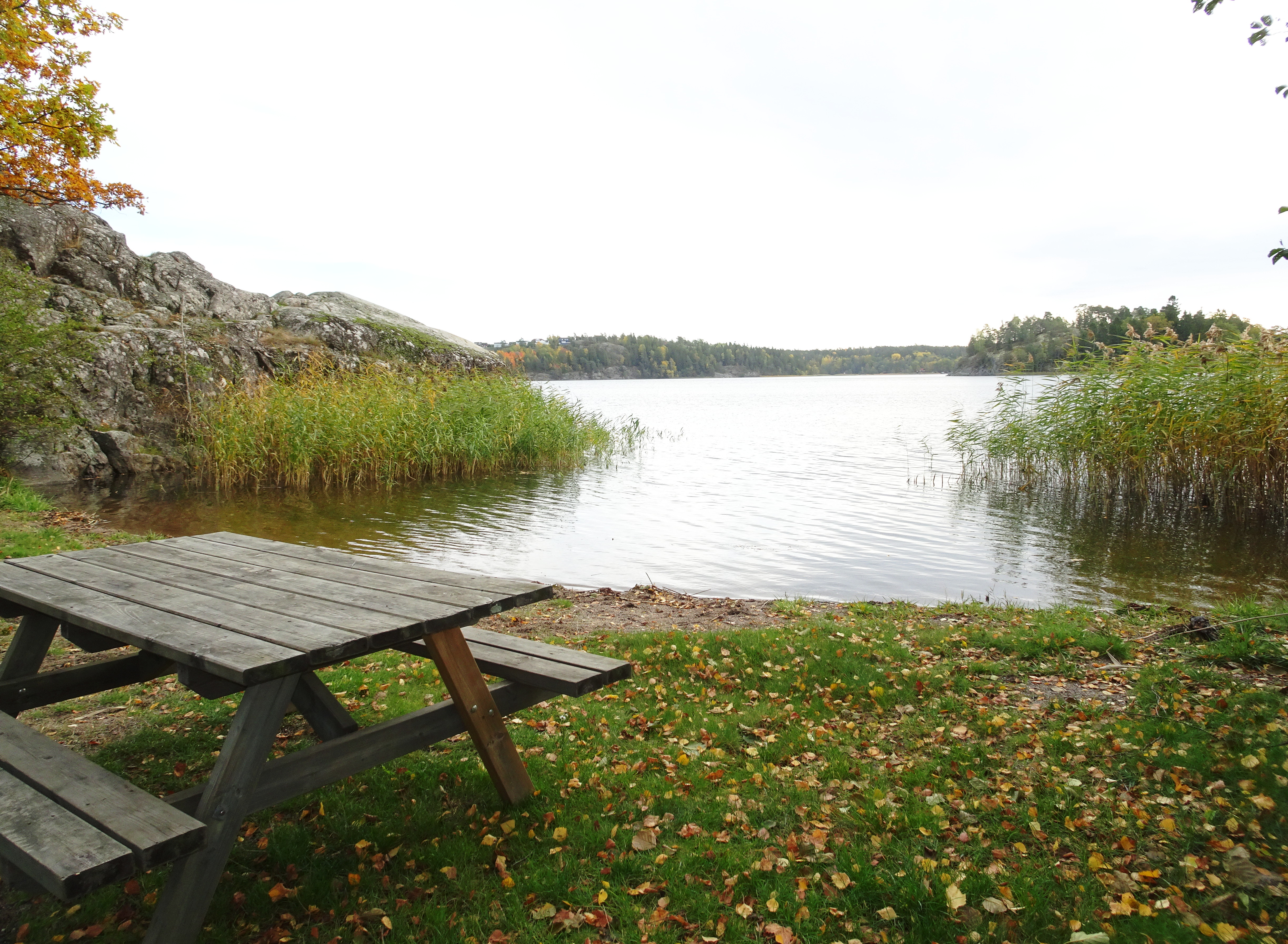
Nynäsviken, vy mot sydost från badplatsen i Käringboda naturreservat.

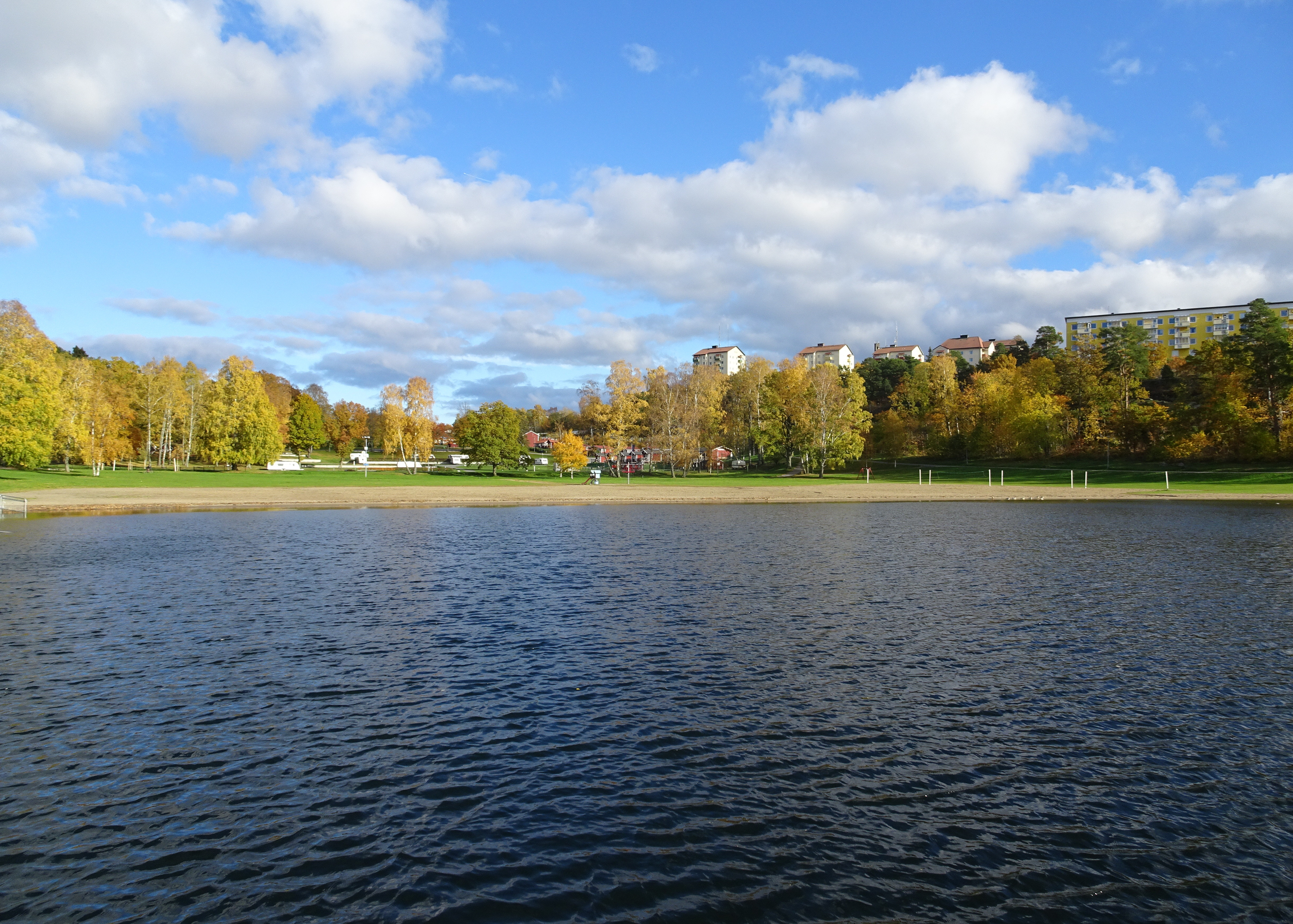
Nickstabadet.

Nynäsviken är en vik av Östersjön i Nynäshamns kommun, Stockholms län. Den har sitt namn efter Nynäs gård som ligger i vikens inre del längst i norr. En del av vikens västra område ingår in Käringboda naturreservat.

## Beskrivning
Den smala Nynäsviken sträcker sig i nord-sydlig riktning, är cirka 9,5 kilometer lång och omfattar en areal om 7 km². I väster begränsas viken huvudsakligen av halvön med Käringboda naturreservat, i söder vidtar ön Järflotta och i öster gränsar viken till tätorten Nynäshamn samt halvön som sträcker sig ner mot Järflotta. Största öarna är Svedviksholmen, Kärrboholmen och Solbergsholmen samt ögruppen Viksandsholmarna. 
Mellan Gårdsfjärden i öster och Nynäsviken går en gammal farled som via den cirka 50 meter långa Dragets kanal står i förbindelse med Dragfjärden i väster. Djupet mitt i Nynäsviken ligger mellan 20 och 30 meter. Länsstyrelsen i Stockholm har fått i uppdrag av regeringen att peka ut nio marina områden som ska ingå i Natura 2000, bland dem finns Nynäsviken. I Nynäsviken såväl gädda som abborre och gös. Därför är det viktigt att bevara den.
Utöver Nynäs gård som gav viken sitt namn märks gården Långholmen på Käringboda, som är en tidigare arrendegård under Nynäs. Här bedrivs fortfarande levande jordbruk. På Nynäshamnssidan innanför Nickstaviken ligger Nickstabadet med 200 meter lång sandstrand. Vid fritidsgården Sågen (på Käringboda) finns en mindre kommunal badplats.

## Externa länkat
- Wikimedia Commons har media som rör Nynäsviken.